# Santa Rosa (Mendoza)
Pour les articles homonymes, voir Santa Rosa.
Santa Rosa est une localité de la province de Mendoza, en Argentine et le chef-lieu du Département de Santa Rosa.